# Мока (футбольний клуб)
Мока (ісп. Moca Fútbol Club) — домініканський футбольний клуб з однойменного міста в провінції Еспаят на півночі країни. Заснований 1971 року, найтитулованіший клуб Ліги Майор (аматорської першості країни, попередник Ліги Домініканського Футболу).

## Історія
Заснований 1971 року. Найстаріша футбольна команда Домініканської Республіки. Створений після появи священика Хосе Вісенте, більш відомий у Моко як отець Вісенте, який очолив Молодіжний центр Дона Боско в місті Мока.
Хоча відомий лише рік заснування команди, гравці з Моки вже виділялися в домініканському футболі. Це стало однією з причин, чому він скористався можливістю сформувати команду з вже выдомими гравцями, яка стала б найуспішнішою командою Домініканської Республіки з 13 національними титулами від її заснування в 1971 році до зникнення Ліги Майор Домініканської Республіки в 2015 році, коли створили Лігу Домініканського футболу.
«Мока» зараз бере участь у першому дивізіоні Ліги домініканського футболу; команда з найбільшою фан-базою в Домініканській Республіці завдяки тому, що це найстаріша команда і має найбільші футбольні традиції в країні.

## Стадіони

### «Дон-Боско»
Першою домашньою ареною клубу став «Плей Дон-Боско», розташований у школі Дон Боско в тому ж місті Мока; цей стадіон став домашнім для «Моки» протягом тривалого часу, під час існування Ліги Майор Домініканської Республіки.

### Естадіо Браганья Гарсія
Стадіон Браганья Гарсія став головною домашньою ареною у 2015 році після створення Ліги домініканського футболу; стадіон також є домашньою ареною для бейсбольної команди «Гранхерос де Мока». Поле довелося дещо модифікувати, щоб «Мока» зміг грати у футбол, оскільки арена спочатку була побудована виключно для бейсболу. На той час стадіон «Браганья Гарсія» перебував у поганому стані, хоча на нього приходило багато вболівальників, він все ж був придатним для проведення матчів команди вищого дивізіону новоствореної ліги.

### Рік без домашнього стадіону
Після закінчення сезону 2015 року, пресі повідомили, що у команди буде новий стадіон, ця новина схвилювала величезну кількість уболівальників «Моки».
У січні 2016 року у вже створеному спортивному центрі Moca'85 розпочалося будівництво нового клубного стадіону. Планувалося, що роботи завершаться до березня того ж року, оскільки у цей період стартував другий сезон Ліги домініканського футболу, хоча ще однією причиною для реконструкції стадіону було відкриття Шкільних ігор Еспайлат 2016. Зрештою, при досить повільному темпі будівництва, стадіон не був готовий до жодної з двох вище вказаних подій.
Це призвело до того, що команда у другому сезоні професіонального чемпіонату залишилася без домашнього стадіону, оскільки Ліга відмовила у дозволі грати на «Браганья-Гарсія» через поганий стан газону; саме з цієї причини всі 18 турів «Моці» довелося грати за межами свого міста.
Ліга скоригувала розклад «Моки» таким чином, щоб їх перші матчі були в гостях, надавши можливість Міністерству освіти Домініканської Республіки завершити будівництво стадіону. Проте побачивши, що цього року завершити будівництво домашньої арени неможливо, команда змушена була орендувати стадіони «Сібао» та «Атлетіко Вега Реал», щоб грати для місцевих жителів на стадіонах за межами свого міста.

### «Полідепортіво Мока'85»
Наприкінці 2016 року через сильні шторми у жовтні-листопаді-грудні будівництво нового стадіон для «Моки» призупинили, але вже в січні 2017 року знову почалися будівельні роботи. Новий і відремонтований Олімпійський стадіон Моки було урочисто відкрили в березні 2017 року.

## Принципові протистояння

### До створення Ліги домініканського футболу
До створення Ліги домініканського футболу існувало дербі (триває й досі) з «Атлетіко Сан-Крістобаль», оскільки обидві команди були одними з найкращих команд у неіснуючій Лізі Майор. Іншим принциповим суперником був «Харабакоа».

### Після створення Ліги домініканського футболу
Уже через два роки створення в ЛДФ виникло два принципові протистояння, й обидва за участі «Моки»: перше — з «Сібао», оскільки команди борються за представництво Сібао у домініканському футболі, а інше — проти «Атлетико Пантоя». Він виник в першу чергу тому, що цей клуб першим переміг Моку в ЛДФ, а потім «Моку» переміг «Атлетико Пантоя» вдома, але вони знову зустрілися в півфіналі першого сезону, «Атлетико Пантоя» виграв обидва поєдинки у фіналі, а потім став чемпіоном.

## Досягнення
- Ліга Домініканського футболу
  -  Чемпіон (13): 1975, 1976, 1977, 1978, 1984, 1985, 1986, 1987, 1995, 1999, 2010, 2012/13, 2014

## Відомі гравці
- Оскар Мехія

## Відомі тренери
| Тренер                   | Період      |
| ------------------------ | ----------- |
| Давід Мартінес           | 2017        |
| Рональд Батіста          | 2015 - 2018 |
| Олівер Мендоса Гіл       | 2018        |
| Ірам Івван Апаїс Камарго | 2019        |
| Хосе Рене Кортіна        | 2020        |
| Едвард Асеведо           | 2021        |
| Вуйсвелл Ісеа            | 2021        |